# Dawit Dżabidze
Dawit Dżabidze (gruz. დავით ჯაბიძე, ros. Давид Васильевич Джабидзе, ur. 10 lutego?/23 lutego 1916 we wsi Czchari obecnie w rejonie Terdżola, zm. 15 grudnia 1982 w Tbilisi) – radziecki lotnik wojskowy, kapitan, Bohater Związku Radzieckiego (1946).

## Życiorys
Urodził się w gruzińskiej rodzinie chłopskiej. Po ukończeniu szkoły pracował w kopalni w Tkibuli, później do 1937 studiował na Wydziale Chemicznym Tbiliskiego Uniwersytetu Państwowego i w aeroklubie w Tbilisi. Od listopada 1937 służył w Armii Czerwonej, w 1940 ukończył wojskową szkołę lotniczą w Stalingradzie i został pilotem Sił Powietrznych Leningradzkiego Okręgu Wojskowego, od czerwca 1941 uczestniczył w wojnie z Niemcami jako lotnik i dowódca klucza 158 pułku lotnictwa myśliwskiego obrony przeciwlotniczej m. Leningradu. 23 lipca 1941 w rejonie Ługi wykonując taranowanie zniszczył bombowiec Junkers Ju-88 i wylądował uszkodzonym samolotem. 10 grudnia 1941 w walce powietrznej został zestrzelony i ciężko ranny, wyskoczył na spadochronie, do lata 1942 leczył się w szpitalu. W 1943 ukończył Akademię Wojskowo-Powietrzną w Monino i w sierpniu 1943 został zastępcą dowódcy eskadry 43 pułku lotnictwa myśliwskiego, od sierpnia 1944 do maja 1945 dowodził eskadrą 812 pułku lotnictwa myśliwskiego 265 Dywizji Lotnictwa Myśliwskiego 3 Korpusu Lotnictwa Myśliwskiego 3 Armii Powietrznej. Walczył na Froncie Południowym, 4 Ukraińskim, 3 i 1 Białoruskim, brał udział w walkach na Kubaniu, wyzwalaniu Krymu, Białorusi i krajów bałtyckich, operacji wiślańsko-odrzańskiej i berlińskiej. Wykonał 276 lotów bojowych samolotami I-16, Jak-7, Jak-1 i Jak-9, stoczył 64 walki powietrzne, w których strącił osobiście 22 i w grupie 2 samoloty wroga. W lipcu 1947 zakończył służbę w stopniu kapitana, w 1955 ukończył studia na Wydziale Historycznym i aspiranturę Tbiliskiego Uniwersytetu Państwowego, później został wykładowcą tego uniwersytetu. Był profesorem i doktorem nauk historycznych.

## Odznaczenia
- Złota Gwiazda Bohatera Związku Radzieckiego (15 maja 1946)
- Order Lenina (1946)
- Order Czerwonego Sztandaru (dwukrotnie, 1944 i 1945)
- Order Aleksandra Newskiego (1945)
- Order Wojny Ojczyźnianej I klasy (1944)

I medale.